# Pheidiasz olümpiai Zeusz-szobra
Az olümpiai Zeusz-szobor egy közel 12 m magas ülő szobor volt, amelyet Pheidiasz készített az i. e. 430-as években. A szobor a görögországi Olümpiában állt, a Zeusz tiszteletére emelt templomban. Zeusz volt az ég és a villámok ura az ókori görög vallásban, valamint az olümposziak főistene.
A szobor elefántcsontból és aranyból készült, amit ébenfa keretre illesztettek. Zeusz jobb kezében egy kis szobor állt, ami Nikét, a győzelem istennőjét ábrázolta, bal kezében pedig jogarát tartotta, amely tetején egy sas ült. A saruja és a palástja is aranyból volt, Zeusz lábainál pedig szfinxek és más szárnyas figurák ültek. A ruhájára állatokat és liliomokat véstek.  Zeusz cédrusfa trónját elefántcsont, arany és ébenfa mellett drágakövek is díszítették.
A szobor az ókori világ hét csodájának egyike volt, az i. sz. 5. században veszett el. Alakját csak korabeli görög leírásokból és érméken való ábrázolásokból ismerjük.

## Története és megjelenése
A Zeusz-szobrot az élisziek rendelték meg az i.e. 5. század második felében, akik az ókori olimpiai játékok szervezői voltak. A szobrot az újonnan épített Zeusz-templomban akarták felállítani, elkészítésével pedig Pheidiaszt bízták meg, aki korábban a Parthenónban felállított Pallasz Athéné-szobrot is készítette.
A szobor a templomhajó szélességének felét foglalta el. Sztrabón az i. e. 1. században úgy jellemezte a szobrot, hogy „ha Zeusz felállna, lerombolná a tetőt”. A szobor krizelefantin technikával készült, fakeretre illesztett elefántcsont és aranylapokból. A szoborról nem maradt fenn másolat, csak éliszi és római érmékből, valamint faragott drágakövekből következtethetünk alakjára.
Részletes leírást Pauszaniasz i. sz. 2. századi utazó hagyott hátra: a szobor fejét faragott olajágkoszorú ékítette, és aranyozott, üvegből készült palástot viselt, amelyet állatok és liliomok díszítették. Jobb kezében egy Niké-szobor állt; bal kezében sok fémmel berakott jogart tartott, rajta egy sassal. Zeusz trónja festett és kovácsolt elemekkel volt tarkított, valamint arannyal, drágakövekkel, ébenfával és elefántcsonttal volt díszítve. Zeusz aranysarujai egy zsámolyon pihentek, ami az amazonomochiát ábrázolta egy reliefen. A trón alatti átjárást falként felállított festett képek akadályozták meg.
Pauszaniasz megjegyzi, hogy a szobrot állandóan olivaolajjal vonták be, hogy ellensúlyozzák a szentély körüli liget „mocsarasságának” negatív hatását. A szobor körüli padlózatot fekete csempe burkolta, és márvánnyal volt szegélyezve, hogy a lefolyt olajat benntartsa. Ez a gyűjtőhely egyben fényvisszaverő medenceként is funkcionált, ezzel növelve a szobor látszólagos magasságát.
Titus Livius szerint amikor a római generális Aemilius Paulus meglátta a szobrot, úgy érezte, mintha magával az istenséggel találkozott volna. Dión Khrüszosztomosz görög szónok kijelentette, hogy az ember a szoborra tett egyetlen pillantás után elfelejtené minden földi gondját.
Egy legenda szerint, amikor megkérdezték Pheidiaszt, honnan szerezte az inspirációt – hogy megmászta-e az Olümposzt, hogy láthassa Zeuszt, vagy Zeusz maga jött le az Olümposzról, hogy Pheidiasz láthassa –, a szobrász azt mondta, hogy Homérosz Iliaszának néhány sora ihlette őt.
Pheidiasz állítólag Pantarkeszt, a 86. olümpiai játékok (i. e. 436) Ókori görög birkózás számának győztesét, is megörökítette a szobron, amikor Zeusz kisujjába a Pantarkes kalos („Pantarkesz gyönyörű”) szavakat véste, illetve egy reliefen a szobor lábán, amin Pantarkesz megkoronázza magát. Ennek kapcsán terjedt el a feltételezés, hogy Pantarkesz Pheidiasz szeretője (eromenosz) volt.
Pauszaniasz leírása szerint, „amikor a szobor elkészült, Pheidiasz imádkozott Zeuszhoz, hogy mutassa jelét, hogy kedvére való-e a szobor. A legenda szerint ekkor egy villám csapott a padlózatba, amit a mai napig egy bronzedény takar.”

## A szobor pusztulása
Suetonius római történész szerint Caligula római császár azt a parancsot adta, hogy „a vallási és művészi beccsel bíró istenszobrokat, köztük az olümposzi Jupiterét Görögországból elhozzák, hogy fejüket levétesse és sajátját tétesse reá.” Mielőtt erre sor kerülhetett volna, a császárt 41-ben megölték. Halálát állítólag a szobor is előre jelezte, amikor „hirtelen oly kacagást hallatott, hogy a munkások a düledező állványokról szertefutottak”.
I. sz. 391-ben I. Theodosius római császár betiltotta a pogány rítusokat és bezáratta a templomokat. Az olümpiai szentélyt nem használták tovább, a szobor végső pusztulásának körülményei így nem ismertek. A bizánci író, Geórgiosz Kedrénosz szerint a szobrot Konstantinápolyba szállították, ahol Lauszosz palotájában állt annak 475-ben bekövetkezett leégéséig, amiben a szobor is megsemmisült.
Más feltételezések szerint a szobor a Zeusz-templommal együtt 425-ben égett le. Lukianosz korábbra teszi a szobor pusztulását.

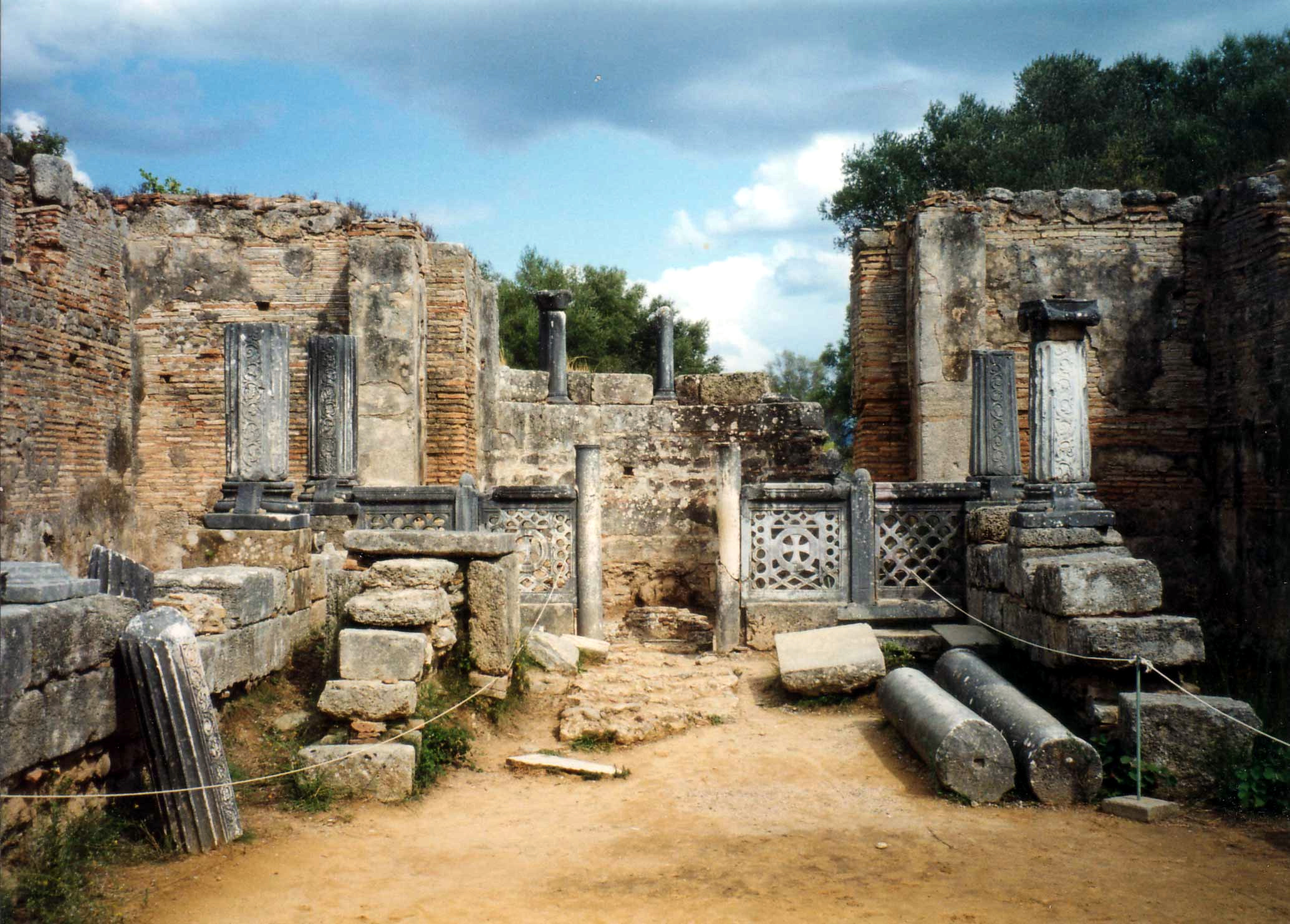
Pheidiasz műhelyének romjai Olümpiában (2005)

## Pheidiasz műhelye
A szobor készítésének feltételezett időpontját Pheidiasz műhelyének megtalálása is megerősítette. Azon a ponton, ahol Pauszaniasz szerint a szobor készült, a régészeti ásatások során arany és elefántcsont megmunkálásához szükséges eszközöket, elefántcsont darabokat, drágaköveket és terrakotta öntőformákat találtak. Ezek a formák üveglemezek előállítására szolgáltak, és hogy létrehozzák a szobor palástját, amit később arannyal fedtek be. Egy kupába a „Pheidiasz tulajdona vagyok” feliratot vésték.
A műhely mérete megegyezett a templom belső kamrájának méreteivel. A szobrot nem szállíthatták át egy darabban a szentélybe, így a szobrász azt valószínűleg részekre szedette, a templomba vitette, ahol újra összeállították.

## Fordítás
Ez a szócikk részben vagy egészben a Statue of Zeus at Olympia című angol Wikipédia-szócikk ezen változatának fordításán alapul.  Az eredeti cikk szerkesztőit annak laptörténete sorolja fel. Ez a jelzés csupán a megfogalmazás eredetét és a szerzői jogokat jelzi, nem szolgál a cikkben szereplő információk forrásmegjelöléseként.